# Signalanordning
En signalanordning är en vanligen avsiktlig på något sätt iögonfallande enhet avsedd att uppmärksammas.

## Signaltyper
- Ljud (mistlur, ljudsiren, kanonskott och knalldosa)
- Optisk signal eller annan optisk kommunikation inklusive reflexer, utan eller med ljus (olika ljusanordningar och inklusive faklor)
- Radio (olika radiosignaleringar inklusive radiofyrar och nödsignalering), radar inklusive racon, samt olika typer av transponders

## Målområden

### Till lands
- För försvarskommunikation (exempelvis historiskt med signaleldar som vårdkasar)
- För detektering och räddning av lavin-offer finns både lavin-signalanordningar (457 KHz) och harmoniska transpondrar (Recco-reflektorer: 0,917 GHz).[1]
- För tåg (järnvägssignaler och baliser)
- För väderinformation (som exempelvis på tornet Näsinneula i Tammerfors)[2]
- För vägfordon (exempelvis olika trafikljus och varningsljus)

### Till sjöss
- Landmärken traditionellt använda av sjöfarten, men även för flyget
- För lokalisering av nödställda med EPIRB)
- Vid navigation med hjälp av sjömärken (exempelvis fyrar och båkar)

### För flyg
- Flygfyrar
- Flygsignaler

### Notförteckning
1. ↑  Rasilainen, Kimmo; Viikari, Ville V (2015). [https://www.hindawi.com/journals/ijap/2015/565734/ ”Review Article
Transponder Designs for Harmonic Radar Applications”]. International Journal of Antennas and Propagation. Hindawi. https://www.hindawi.com/journals/ijap/2015/565734/. Läst 18 april 2019.
2. ↑  ”Näsinneula Observation Tower/Did you know”. Sarkanniemi. https://sarkanniemi.fi/muut/nasinneula-observation-tower-en/. Läst 16 februari 2019.